# RENFE-Baureihe 308
Die RENFE-Baureihe 308 ist eine Serie diesel-elektrischer Lokomotiven mit einer Leistung von 520 kW und einer Höchstgeschwindigkeit von 120 km/h. Sie wurden zwischen 1966 und 1969 von General Electric und Babcock & Wilcox für die spanische Eisenbahngesellschaft RENFE gebaut und kamen sowohl im Rangierdienst als auch vor Zügen zum Einsatz.
Diese Lokomotiven sind aus der Standardbaureihe U 10 B von General Electric hervorgegangen, die in zahlreichen Ländern zu finden ist. Sie unterscheiden sich von dieser durch den Einbau eines Dampfkessels für die Zugheizung, wodurch sich ihr äußeres Erscheinungsbild verändert hat (Typ UM 10 B). Wegen ihrer geringen Achslast leisteten sie Dienst auf Nebenstrecken und fanden sich verteilt auf verschiedene Regionen des Schienennetzes.
Im Rangierdienst und bei der Beförderung kurzer Güterzüge ersetzten diese Lokomotiven die Baureihe 303. Ursprünglich wurden sie als Baureihe 10800 geführt. Einige Maschinen sind inzwischen verschrottet worden. Andere sind erhalten geblieben, darunter 10817 und 10820, die heute den historischen Wagenpark des Tren dels Llacs befördern.